# John Paul Jones (almirante)

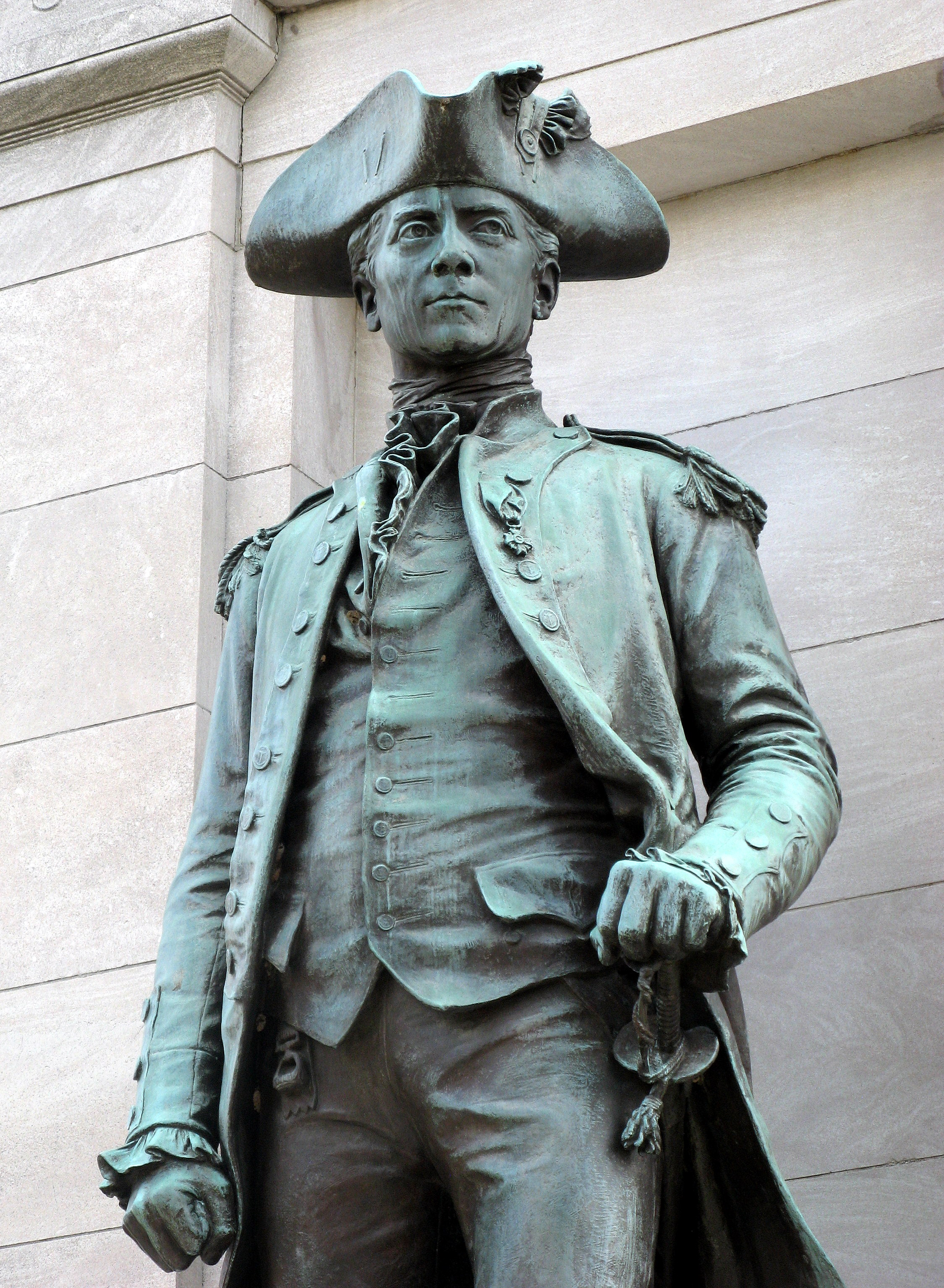
Estátua de John Paul em Washington DC.

John Paul Jones, (Kirkbean, 6 de julho de 1747 - Paris, 18 de julho de 1792) foi um militar almirante e herói naval da Guerra Revolucionária Americana (1775-1783) e é reconhecido como Patrono da Marinha dos Estados Unidos pelos seus feitos militares na chamada Marinha Continental, que lhe valeram reputação internacional.

## Biografia

### Infância
Com doze anos de idade, em 1759, embarcou em navio mercante iniciando a carreira de marinheiro.

### Carreira militar
Ingressou na Marinha Real Britânica em 1770, mas acusado de participar de um motim teve que fugir para a América, três anos depois. 
Já como oficial da Marinha Americana, em 23 de setembro de 1779, no comando de um antiquado e lento vaso de guerra Bonhomme Richard, enfrentou duas belonaves britânicas, o Serapis e o Countess of Scarborough em circunstâncias desesperadoras. Mesmo assim, ao ouvir a oferta de rendição do comandante do primeiro, respondeu com a legendária frase "I have not yet begun to fight!" (Eu ainda não comecei a lutar). A batalha terminou com a derrota dos ingleses, após heróica luta dos marinheiros americanos.
Em 1788, tendo perdido o comando nos Estados Unidos, foi chamado para comandar, com o posto de contra-almirante, o navio almirante Vladimir, ao serviço da Imperatriz Catarina II, da Rússia, preservando, entretanto, a sua condição de cidadão e oficial americano.
Participou na campanha naval do Mar Negro, durante a Guerra Russo-Turca (1787-1792).
Falecido na França, os seus restos mortais retornaram para a América em 24 de abril de 1906 e repousam na Capela da Academia Naval dos Estados Unidos, em Anápolis.